# Igor Anic
Igor Anic, né Igor Anić le 12 juin 1987 à Mostar (alors en Yougoslavie, aujourd'hui Bosnie-Herzégovine), est un handballeur français évoluant au poste de pivot dans le club du Draguignan var handball

## Biographie
Formé au Montpellier Handball qu'il a rejoint en 2003, il réalise ses premiers matchs professionnels lors de la saison 2005-2006. Toutefois, il ne joue que huit matchs au cours de ses deux premières saisons. Dès lors, afin de s'affranchir de la concurrence exacerbée imposée par Issam Tej et David Juříček et alors que le club montpelliérain vient de perdre son titre de champion de France 2007 au profit de l'US Ivry, il décide de s'émanciper de Montpellier en rejoignant le prestigieux club allemand du THW Kiel, suivant le même trajet que Thierry Omeyer ou son ami Nikola Karabatic quelques années plus tôt. 
En Allemagne, il joue 169 matchs et marque 243 buts en trois saisons, remportant trois titres de Champion d'Allemagne, deux Coupes d'Allemagne et surtout la Ligue des champions 2010 après avoir échoué en finale en 2008 et 2009.
En 2010, il décide alors de signer pour un autre club allemand historique, le VfL Gummersbach. Avec le club entrainé par le Croate Sead Hasanefendić, il remporte la Coupe des coupes en 2011 face au club français de Tremblay-en-France Handball.
En 2012, afin d'être plus visible aux yeux de Claude Onesta, sélectionneur d'une Équipe de France à laquelle il a été convoqué pour la première fois le 21 juin 2009 contre la Lettonie (Qualification Euro 2010) juste avant de participer aux Jeux méditerranéens 2009, il décide de rentrer en France et signe dans le club du Cesson Rennes Métropole Handball.
Ce pari se révèle payant puisqu'il participe à la Golden League 2013-2014 puis à sa première compétition majeure lors du Championnat d'Europe 2014 où il participe brillamment à la victoire française en tant que remplaçant de Cédric Sorhaindo, marquant douze buts sur treize tirs. Un an plus tard, il devient Champion du monde mais ne marquant que 2 buts en 0 h 51 min 41 s de jeu.
En février 2014, il annonce sa signature pour la saison suivante au HBC Nantes. Victime de l'éclosion de Nicolas Tournat, il voit peu à peu son temps de jeu diminuer et en octobre 2015, il quitte le club nantais pour terminer la saison avec le THW Kiel afin de pallier la grave blessure du pivot allemand Patrick Wiencek.
Il signe en juin 2016 avec le Saran Loiret Handball, promu en Starligue. Si le club parvient à se maintenir après une très bonne première partie de saison, il décide de tenter un nouveau challenge dans le club slovène du RK Celje dans le but de jouer la Ligue des champions et la ligue SEHA. Une autre bonne raison de sa signature en Slovénie tient au fait que sa femme est slovène.
En mai 2019, il retourne au Cesson Rennes Métropole Handball avec un contrat de deux ans. Au terme de son contrat, il décide de tenter une nouvelle expérience en rejoignant le club japonais de Daido Steel Phenix, basé à Nagoya, avec un contrat d’une saison plus une autre en option.

### Vie privée
Son père, Željko Anić, est un ancien handballeur yougoslave puis bosnien. Après avoir évolué à Mostar (où est né Igor), il prend la direction de la France en 1989 avec le petit Igor dans ses bagages : les Girondins de Bordeaux HBC d’abord où il marque l’enfance de Jérôme Fernandez, puis Vitrolles, Nîmes et Montpellier notamment. Par la suite, il est devenu entraîneur de plusieurs clubs dont Saint-Raphaël, le HMRK Zrinjski Mostar ainsi que le Villeurbanne Handball Association depuis 2013.

## Palmarès

### En club
Selon les sites officiels de l'Équipe de France et du THW Kiel, le palmarès d'Igor Anic est :
Compétitions internationales
- Ligue des champions (1) : 2010
  - Finaliste : 2008 et 2009
- Supercoupe d'Europe (1) : 2007 (avec THW Kiel)
- Coupe des coupes (1) : 2011 (avec VfL Gummersbach)

Compétitions nationales
- Championnat de France (1) : 2006
  - Vice-champion : 2007
- Coupe de France (1) : 2006
- Coupe de la Ligue (2) : 2006, 2015
- Champion d'Allemagne (3) : 2008, 2009 et 2010
- Coupe d'Allemagne (2) : 2008 et 2009
- Supercoupe d'Allemagne (1) : 2008

### En équipe nationale
- Médaille d'argent aux Jeux méditerranéens 2009 de Pescara,  Italie
- Médaille d'or au Championnat d'Europe 2014 au  Danemark
- Médaillé d'or au Championnat du monde 2015 au  Qatar

## Statistiques détaillées
| Saison                  | Club                    | Championnats,           | Championnats, | Championnats, | Championnats, | Europe      | Europe | Europe |
| Saison                  | Club                    | Division                | Matchs        | Buts (Total)  | dont 7 m      | Compétition | Matchs | Buts   |
| ----------------------- | ----------------------- | ----------------------- | ------------- | ------------- | ------------- | ----------- | ------ | ------ |
| 2005/06                 | Montpellier Handball    | LNH                     | 4             | 4             | 0             |             |        |        |
| 2006/07                 | Montpellier Handball    | LNH                     | 4             | 1             | 1             |             |        |        |
| Bilan Montpellier HB    | Bilan Montpellier HB    | Bilan Montpellier HB    | 8             | 5             | 1             |             |        |        |
| 2007/08                 | THW Kiel                | Bundesliga              | 34            | 27            | 0             |             |        |        |
| 2008/09                 | THW Kiel                | Bundesliga              | 34            | 76            | 1             |             |        |        |
| 2009/10                 | THW Kiel                | Bundesliga              | 34            | 46            | 1             |             |        |        |
| Bilan THW Kiel          | Bilan THW Kiel          | Bilan THW Kiel          | 102           | 149           | 2             |             |        |        |
| 2010/11                 | VfL Gummersbach         | Bundesliga              | 33            | 69            | 0             |             |        |        |
| 2011/12                 | VfL Gummersbach         | Bundesliga              | 33            | 70            | 0             |             |        |        |
| Bilan VfL Gummersbach   | Bilan VfL Gummersbach   | Bilan VfL Gummersbach   | 66            | 139           | 0             |             |        |        |
| 2012/13                 | Cesson Rennes MHB       | LNH                     | 27            | 52            | 0             |             |        |        |
| 2013/14                 | Cesson Rennes MHB       | LNH                     | 26            | 91            | 0             |             |        |        |
| Bilan Cesson Rennes MHB | Bilan Cesson Rennes MHB | Bilan Cesson Rennes MHB | 53            | 143           | 0             |             |        |        |
| 2014/15                 | HBC Nantes              | LNH                     | 26            | 53            | 0             |             |        |        |
| 2015/16                 | HBC Nantes              | LNH                     | 4             | 5             | 0             |             |        |        |
| Bilan HBC Nantes        | Bilan HBC Nantes        | Bilan HBC Nantes        | 30            | 58            | 0             | -           | -      | -      |
| 2015/16                 | THW Kiel                | Bundesliga              | ...           | ...           | ...           |             |        |        |
| 2016/17                 | Saran Loiret Handball   | LNH                     | 26            | 112           | 2             |             |        |        |

## Galerie

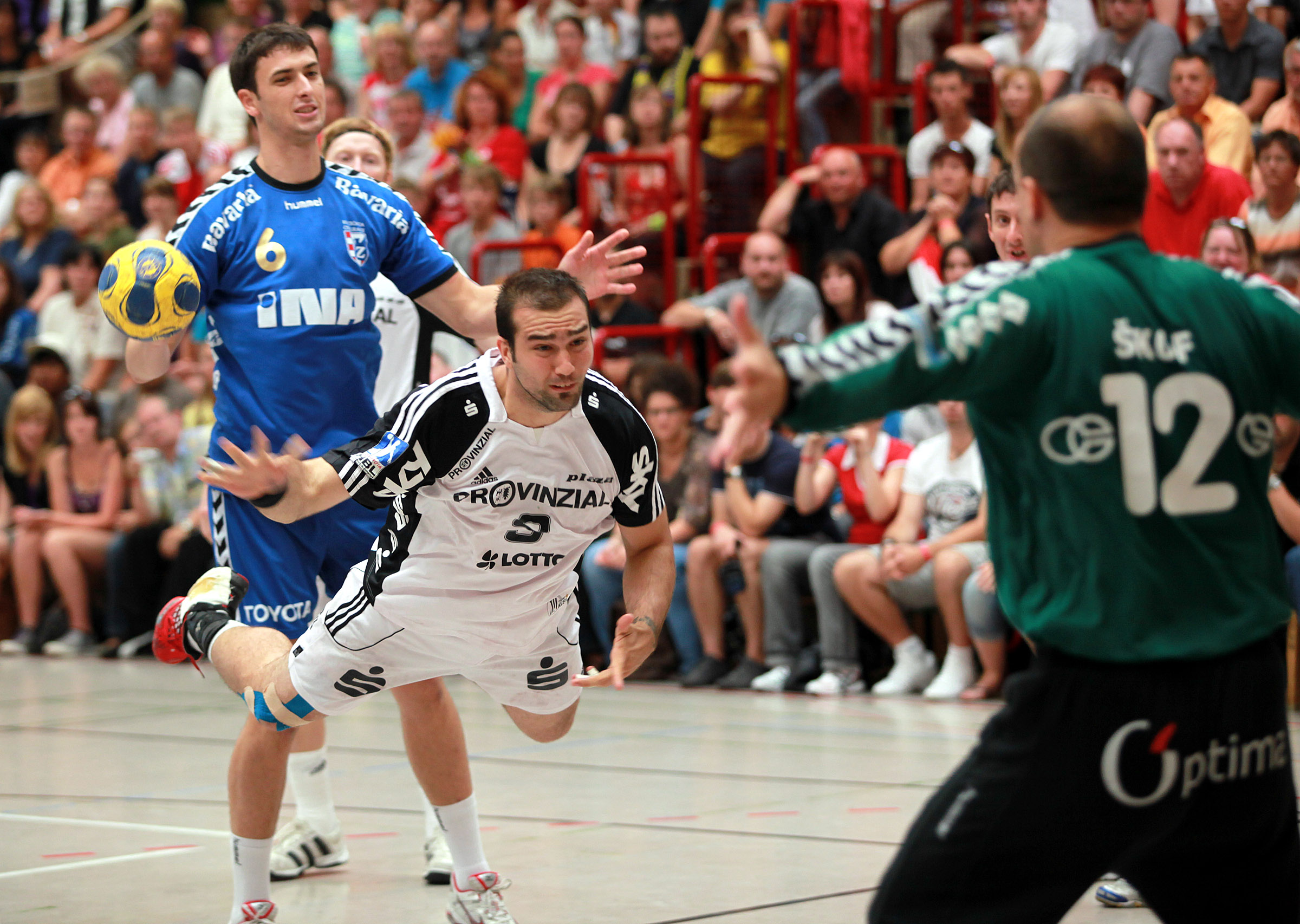
En 2009 sous le maillot du THW Kiel.
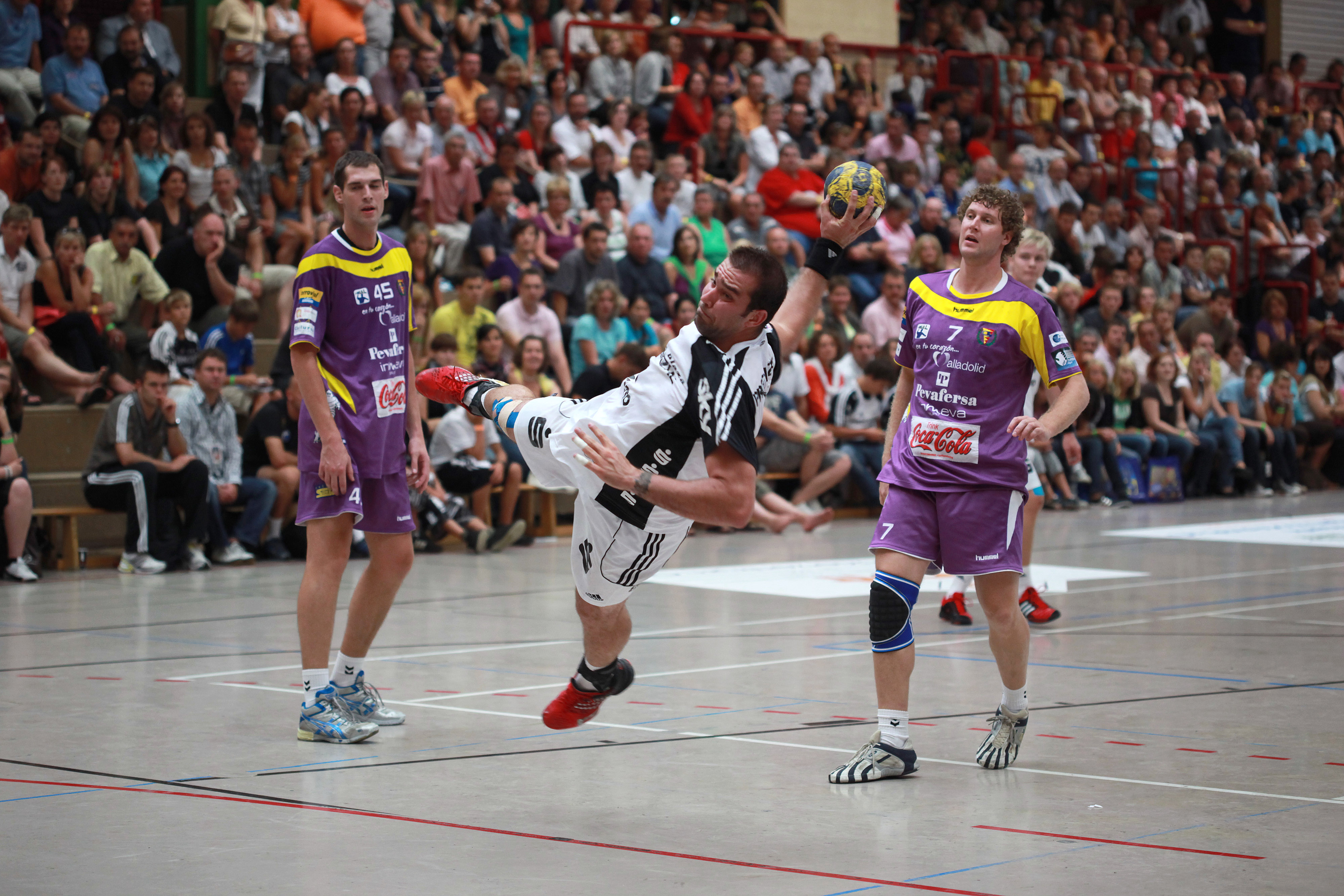
En 2009 sous le maillot du THW Kiel.
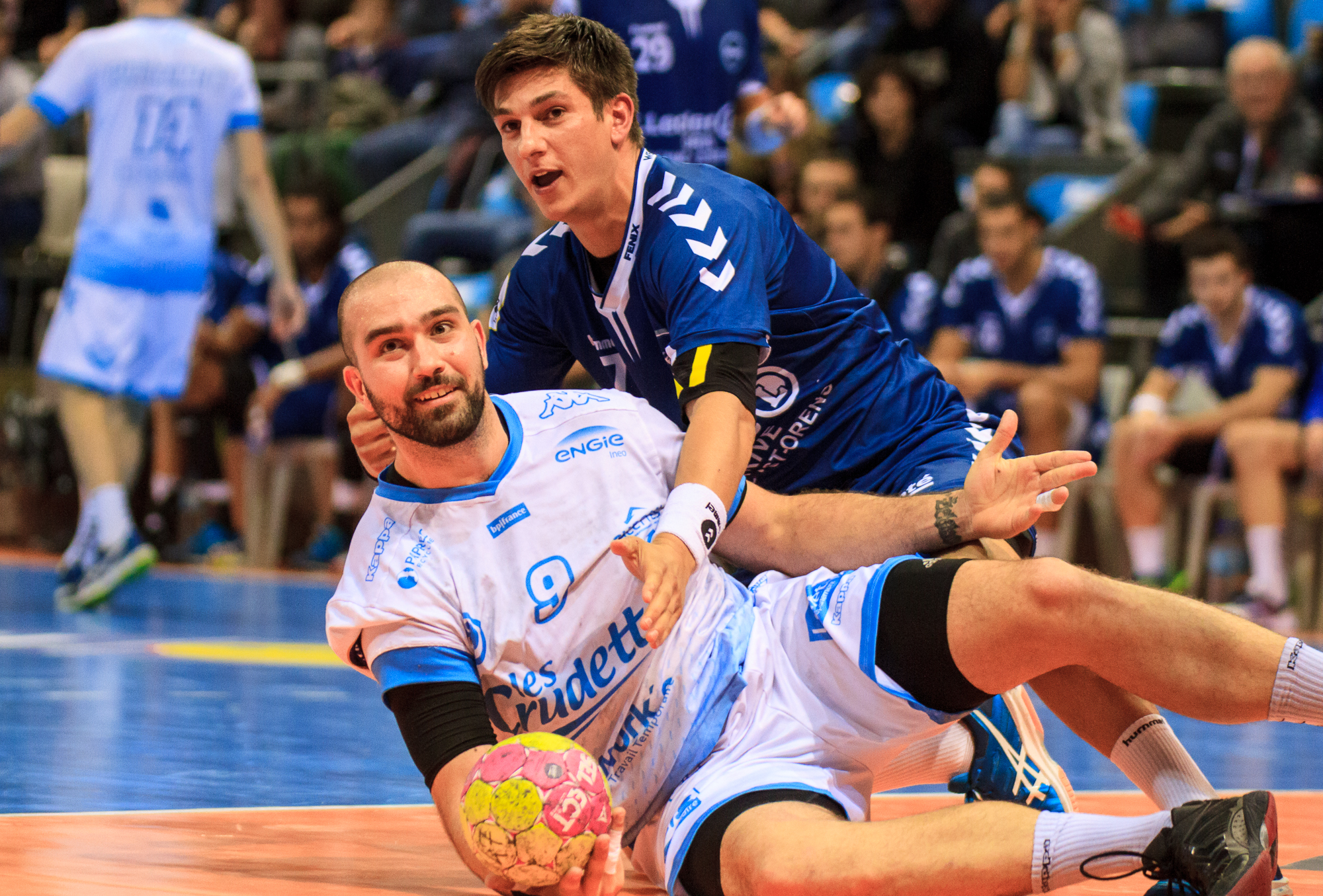
En 2016, sous le maillot du Saran Loiret Handball.
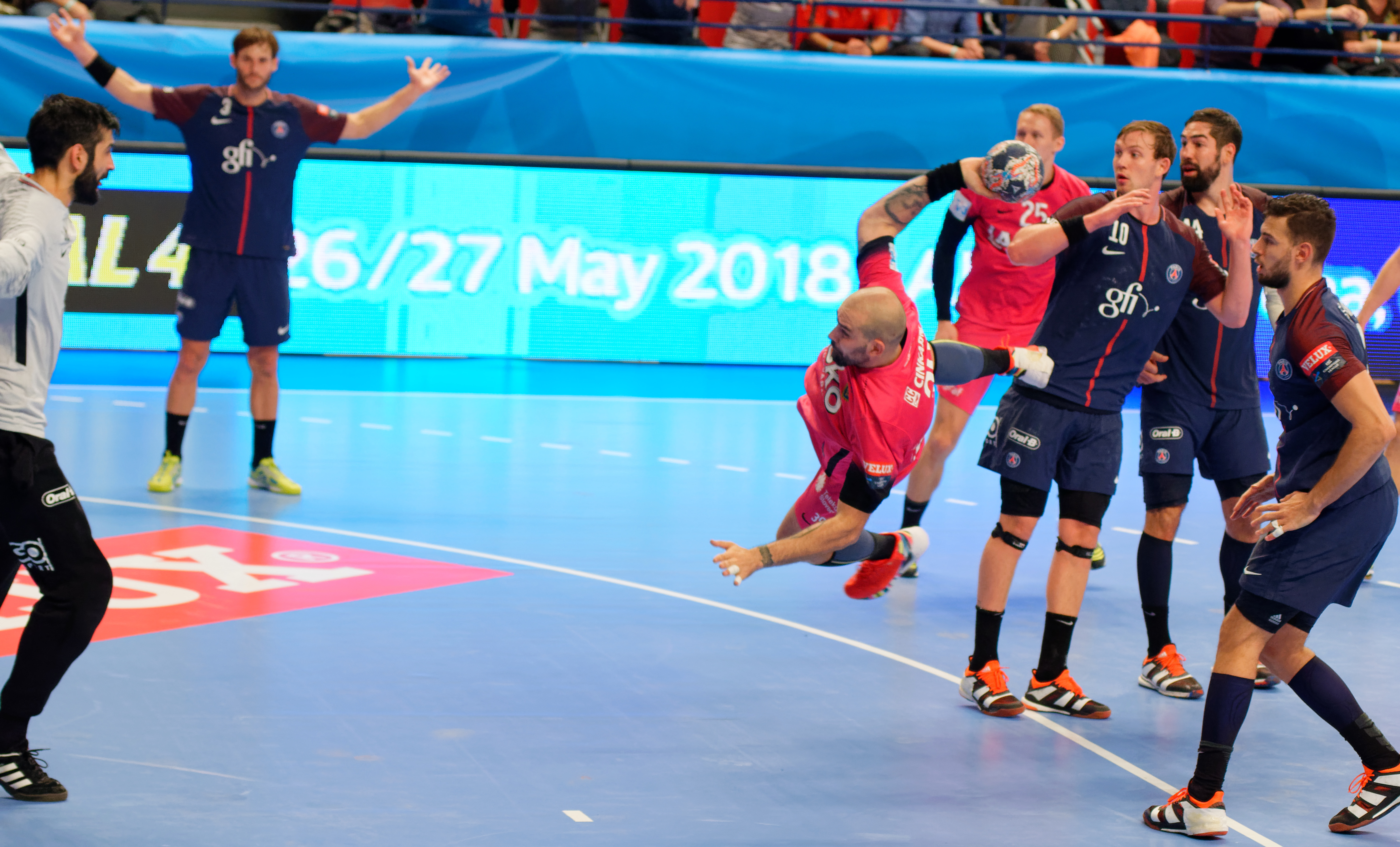
En 2017, sous le maillot de Celje.